# Gunung Ijen
Gunung Ijen, Ijen-massivet, är ett bergsmassiv och samling vulkaner i Indonesien. Det ligger i provinsen Jawa Timur, på den östra delen av ön Java. Toppen på massivet är 2 769 meter över havet. Gunung Ijen är känt för sin blå eld, syrabemängda kratersjö och arbetsintensiva utvinning av svavel.
Vulkankomplexet är beläget inuti den större Ijen-kalderan med 20 kilometers diameter. Stratovulkanen Gunung Merapi, den högsta punkten i bergsmassivet, har ett namn som på indonesiska betyder 'berg av eld'.
Väster om Merapi ligger Ijen-vulkanen med sin 1 kilometer breda, turkosfärgade kratersjö (Kawah Ijen) med syrebemängt vatten. Sjön är plats för arbetsintensiv svavelutvinning, där svavelfyllda korgar bärs för hand nerifrån kraterns botten. Från kraterkanten behöver arbetarna bära sina korgar ytterligare 3 kilometer till närmsta insamlingsstation.
En stor mängd mindre vulkankoner finns inuti kalderan eller längs med dess kant, inklusive en som löper i öst-västlig riktning på den södra sidan av kalderan. Den aktiva kratern vid Kawah Ijen är 200 meter djup.
Kratersjön vid Ijen-vulkanen räknas som den största syrabemängda kratersjön i världen. Den är också källa för floden Banyupahit, som för starkt surt vatten med högt metallinnehåll till det omgivande landskapet, med negativa miljömässiga resultat. Under en vetenskaplig expedition 2001 mättes pH-värdet i sjövattnet till mindre än 0,3.
Runt Gunung Ijen är det tätbefolkat, med 343 invånare per kvadratkilometer. Närmaste större samhälle är Genteng, 18,6 km öster om Gunung Ijen. Omgivningarna runt Gunung Ijen är en mosaik av jordbruksmark och naturlig växtlighet.

## Galleri

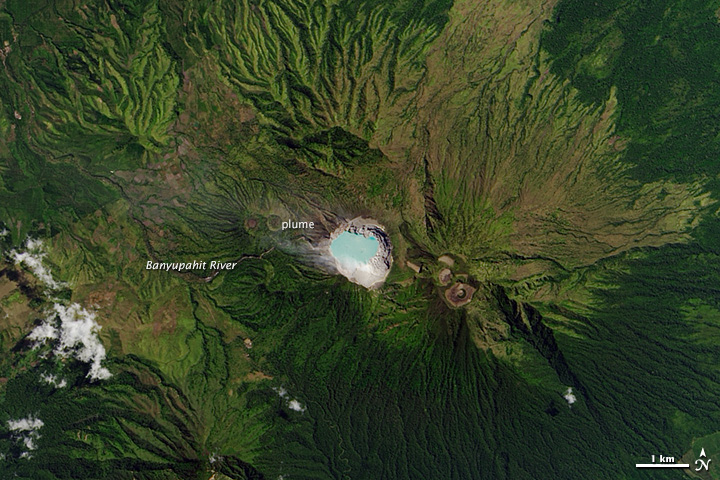
Ijen-vulkanen med sin kratersjö i ljusblått.
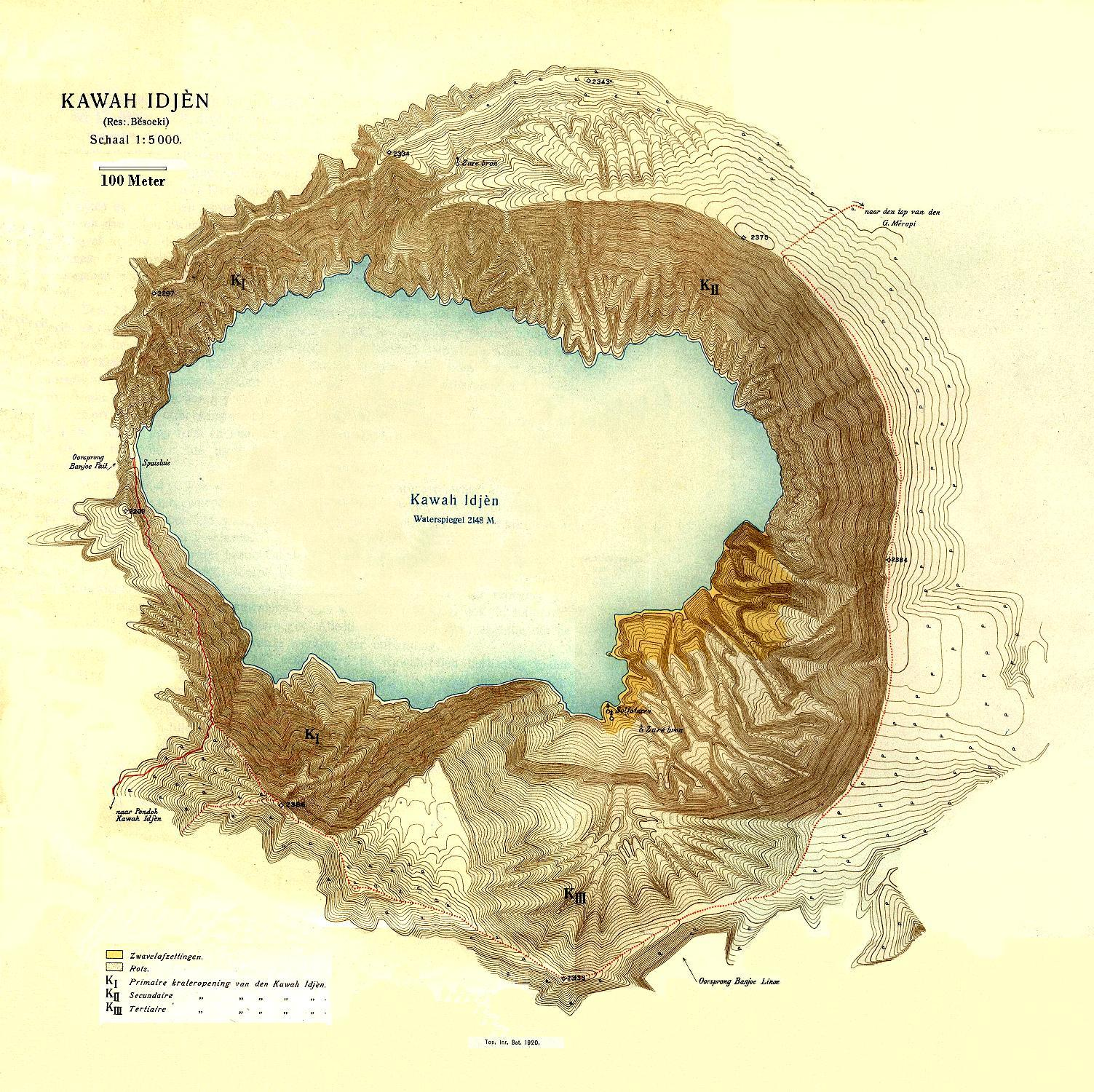
Kratersjön Kawah Ijen.
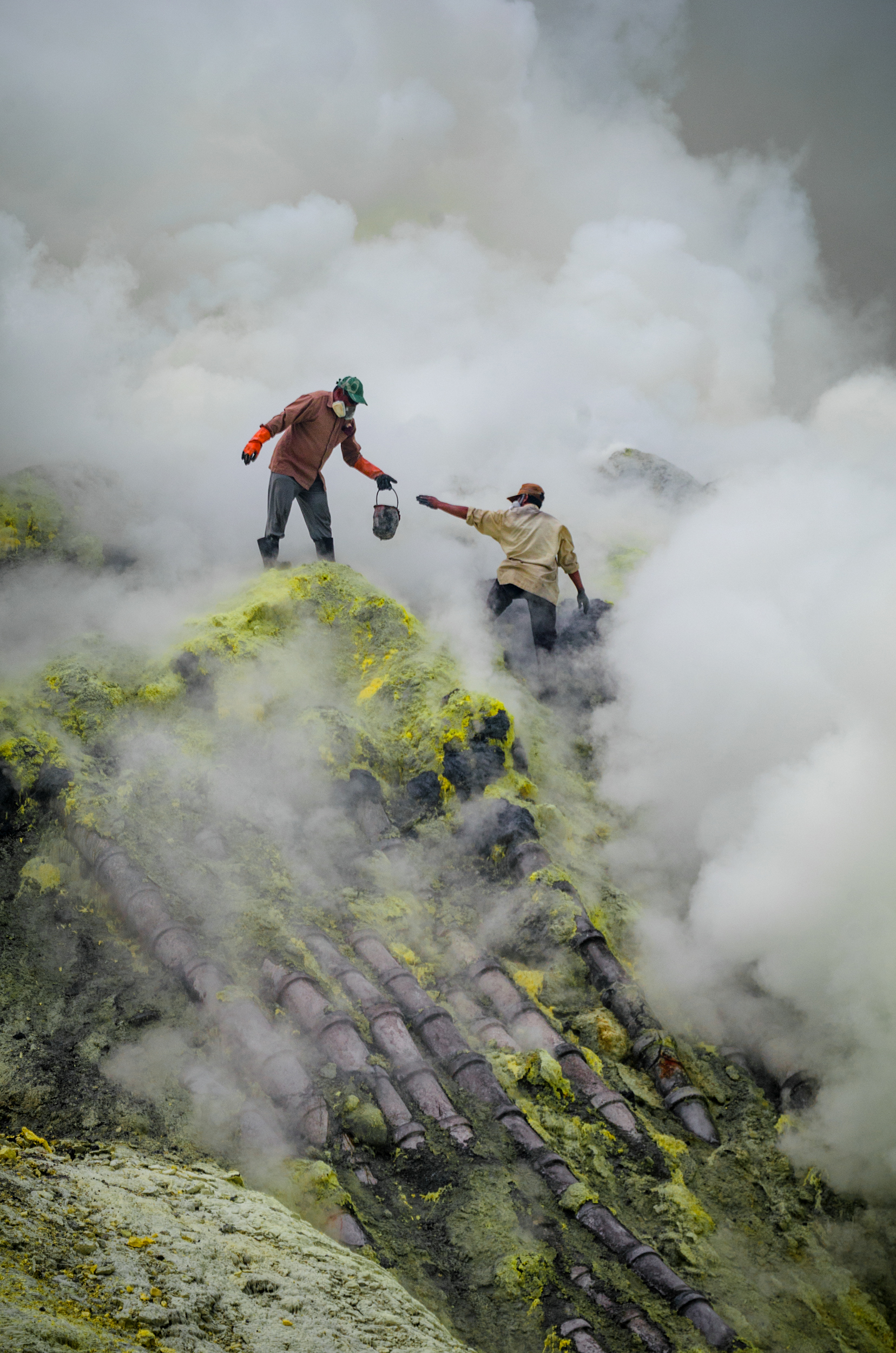
Traditionell svavelutvinning vid Kawah Ijen.
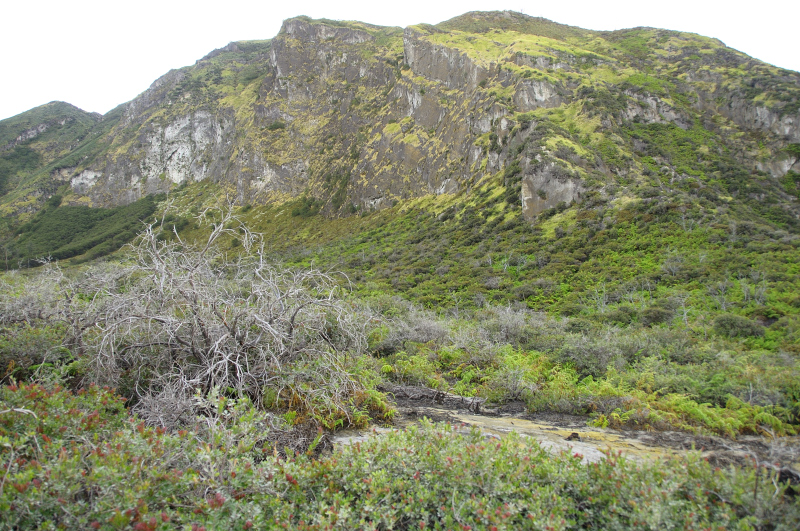
Gunung Merapi.
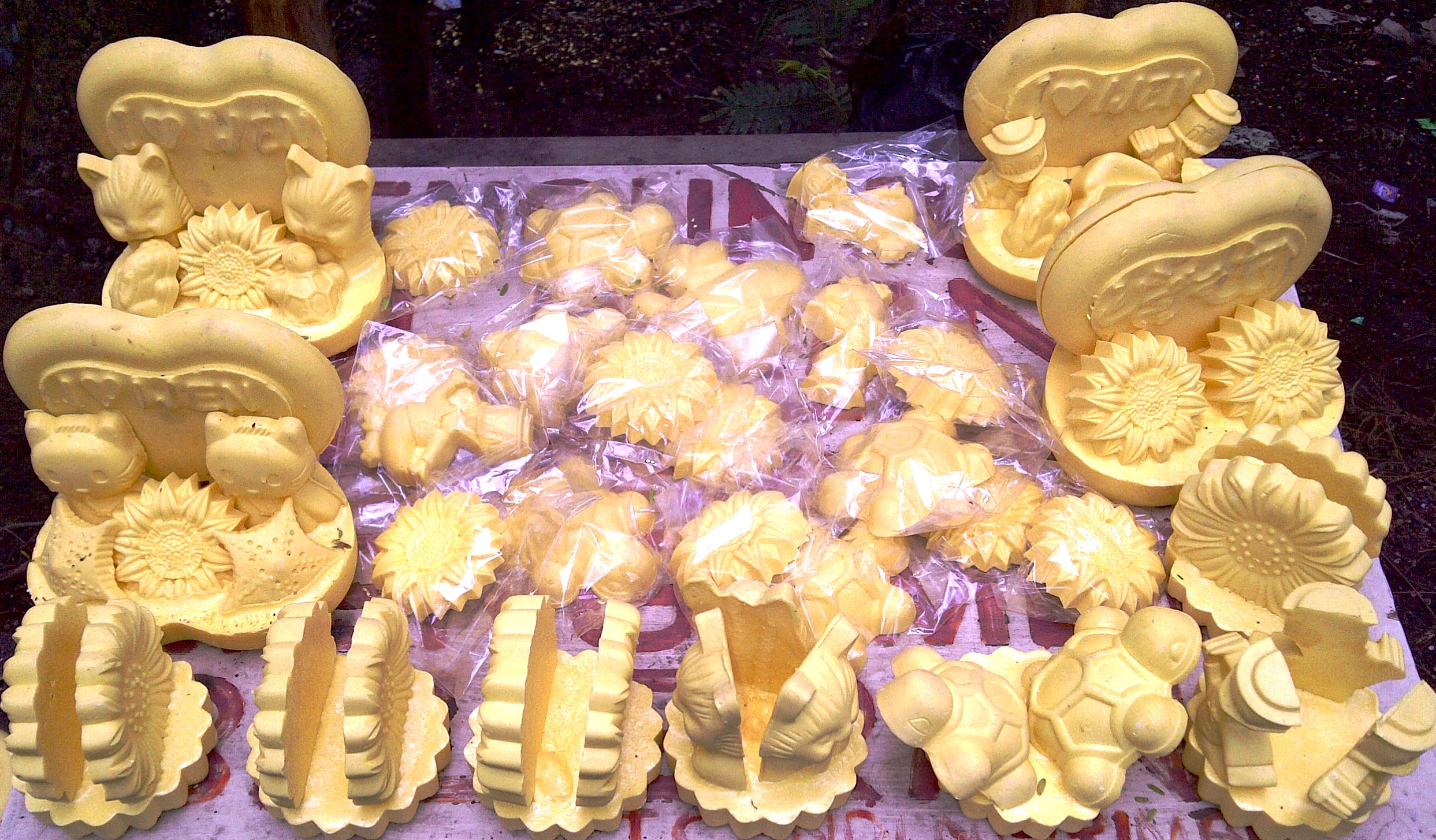
Ornament av sulfur utvunnet vid Kawah Ijen.
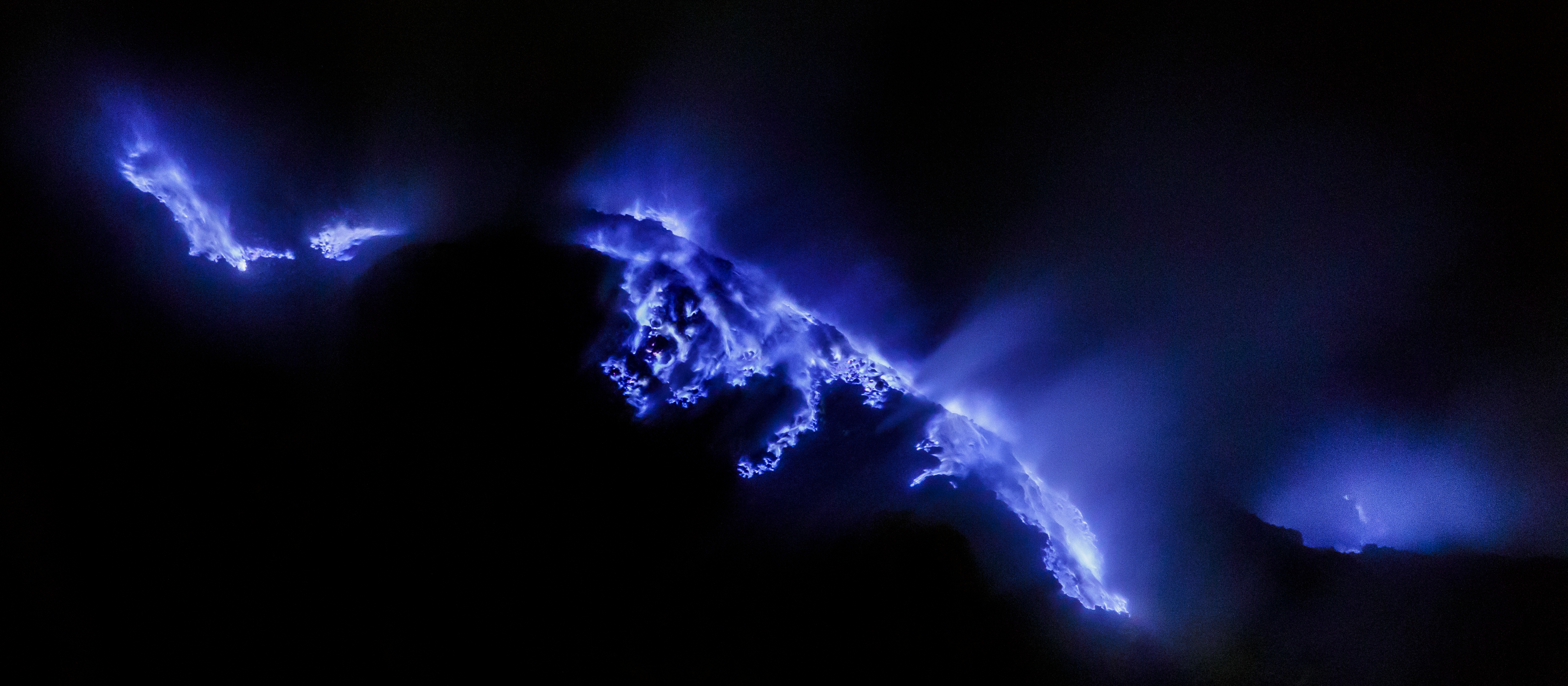
Blålysande lava vid Gunung Ijen.